# In•ter a•li•a
In•ter a•li•a  es el cuarto álbum de la banda estadounidense de Post-hardcore At the Drive-In, fue lanzado al mercado el 5 de mayo de 2017 a través del sello discográfico Rise Records. El material fue lanzado después de 17 años de inactividad, como continuación de su anterior álbum Relationship of Command de 2000. También es el primer álbum con el nuevo guitarrista Keeley Davis quien se unió desde la reunión, tomando el reemplazo del miembro y fundador de la banda Jim Ward.

## Lista de canciones
Todas las canciones escritas y compuestas por At the Drive-In. 
| N.º | Título                        | Duración |  |
| 1.  | «No Wolf Like the Present»    | 3:39     |  |
| 2.  | «Continuum»                   | 4:02     |  |
| 3.  | «Tilting at the Univendor»    | 3:26     |  |
| 4.  | «Governed by Contagions»      | 3:27     |  |
| 5.  | «Pendulum in a Peasant Dress» | 3:41     |  |
| 6.  | «Incurably Innocent»          | 3:26     |  |
| 7.  | «Call Broken Arrow»           | 4:11     |  |
| 8.  | «Holtzclaw»                   | 3:49     |  |
| 9.  | «Torrentially Cutshaw»        | 3:12     |  |
| 10. | «Ghost-Tape No. 9»            | 4:15     |  |
| 11. | «Hostage Stamps»              | 3:53     |  |

## Posicionamiento en lista
| Lista (2017)                          | Posición |
| ------------------------------------- | -------- |
| Australian Albums (ARIA)              | 15       |
| Austria (Ö3 Austria)                  | 31       |
| Bélgica (Ultratop flamenca)           | 64       |
| Bélgica (Ultratop valona)             | 63       |
| Francia (SNEP)                        | 166      |
| Italian Albums (FIMI)                 | 82       |
| New Zealand Heatseekers Albums (RMNZ) | 8        |
| Suiza (Schweizer Hitparade)           | 57       |
| Reino Unido (UK Albums Chart)         | 30       |
| Estados Unidos (Billboard 200)        | 39       |
| Estados Unidos (Independent Albums)   | 2        |
| Estados Unidos (Top Rock Albums)      | 9        |

## Personal
Miembros de la banda
- Cedric Bixler-Zavala - Voz
- Keeley Davis - Guitarra, coros y teclados
- Omar Rodríguez-López - Guitarra y coros
- Paul Hinojos - Bajo
- Tony Hajjar - Batería